# Melissa Müller
Melissa Müller (1967, Viena) es una periodista y escritora austríaca.
Después de trabajar de "au pair" durante algún tiempo en Londres, Müller decidió estudiar Empresariales y Filología Alemana. Después trabajó para diferentes revistas de economía e ilustradas.
A mediados de los años 1990, decidió escribir el libro Ana Frank: la biografía e investigar históricamente las lagunas que aparecen en el Diario de Ana Frank. En 2001, se estrenó la película La historia de Ana Frank, basada en el libro de Müller.
Durante la investigación para un proyecto posterior acerca de los artistas en el Tercer Reich, conoció a Traudl Junge. De sus encuentros, se gestó la novela biográfica Hasta la última hora. Una secretaria de Hitler cuenta su vida. El libro sirvió como base a la película Der Untergang (traducida por El hundimiento o La caída, según los distintos países hispanos), estrenada en 2004, que trata los últimos días de Hitler y que contiene dos escenas de la entrevista realizada a Traudl Junge En el ángulo muerto.